# Hasanoba, Karapınar
Hasanoba là một xã thuộc huyện Karapınar, tỉnh Konya, Thổ Nhĩ Kỳ. Dân số thời điểm năm 2011 là 262 người.